# Chilehaus
A Chilehaus egy 1922 és 1924 között épült irodaház a németországi Hamburg Kontorhaus negyedében. Fritz Höger építészete példaértékű volt az 1920-as évek téglagótika és expresszionizmus által inspirált modern téglaexpresszionizmusa számára. Az épület 36 000 m² beépített területével és az 5950 m² alapterületével, és a tízemeletes szintekkel Hamburg egyik első magasháza volt. Keleti, hajóorra emlékeztető sarkával az építészetben az expresszionizmus egyik világszerte ismert ikonjává vált.
2015. július 5-én a Kontorhaus negyedet az UNESCO a hamburgi Speicherstadt raktárnegyeddel és a Chilehausszal együtt a világörökség részévé nyilvánította.

## Története
Hamburg történelmi belvárosának déli részét megkímélte az 1842-es nagy tűzvész. A Reichenstraßenfleet feltöltésétől eltekintve, hogy közlekedési tengelyt hozzanak létre a városháza és az 1842-ben megnyitott Berlini pályaudvar között, alig történt szerkezeti változtatás. A Gängeviertel középkori struktúrákban kis parcellákra volt felosztva. A Chilehaus helyén 1868-ban 69 kis épületet építettek fel.
A Speicherstadt raktárnegyed felépítése a mai Zollkanal déli részén 20 000 lakos kitelepítését tette szükségessé, akiknek egy része a Gängeviertelben talált szállást. A 19. század végén számos kisebb kereskedelmi épület épült, köztük 1886-ban Hamburg első irodaháza, a Dovenhof. 
Csak az 1892-es kolerajárvány miatt vált sürgetővé a terület újjáépítésének és átszervezésének szükségessége. A terület újjáépítése azonban csak húsz év múlva kezdődött meg. A terveket jelentősen befolyásolta Fritz Schumacher hamburgi főépítésvezető.
Egy 1912-es vázlatterv az északi Steinstraße, a déli Meßberg és Hopfensack, a nyugati Kattrepel és a keleti Johanniswall, a későbbi Kontorhausviertel közötti területen egy új átlós tengelyt, a Burchardstraße pedig az észak-déli irányú Mohlenhofstraßét a Burchardplatznál metsző, akkor még nem vázolt Burchardstraßét ábrázolta. A fejlesztéshez nagy tömbházak felépítését tervezték.
A Niedernstraße, Burchardstraße, Pumpen, Klingberg és Depenau által határolt és a Fischertwiete által keresztezett tényleges építési telek mérete 5950 m² volt. A Fischertwiete a Meßbergre vezet, amely a középkor óta zöldségpiacként szolgált. A Wandrahmsbrücke híd a Fischertwiete tengelyében helyezkedett el.
A területet 1913-ban vásárolta meg a város, és a következő évben meghirdetett pályázat még részleges lakóterületi használatot feltételezett. A Distel & Grubitz által készített győztes terv még mindig a terület két részének különálló beépítését irányozta elő, bár egyes más tervek a Fischertwiete fölé történő beépítést javasolták.
A  Klingberg rendőrőrsöt, amelyet Albert Erbe 1906 és 1908 között épített neobarokk stílusban, teljesen körülvette a tervezett Chilehaus.
Az építési telket 1921 októberében Henry B. Sloman építőmester vásárolta meg árverésen. Sloman vállalkozó volt, akinek vagyona a chilei salétrom bányászatából és kereskedelméből származott. 1912-ben 60 millió márkás vagyonával Hamburg egyik leggazdagabb emberének számított. Sloman távoli rokonságban állt az azonos nevű hajóscsaláddal.
Hamburgban szokás volt a kereskedőházaknak nevet adni. Mivel a hajózási társaság Rob. M. Sloman hajózási vállalat már 1908-1910-ben a Baumwallon lévő irodaházát Slomanhausnak nevezte el, Henry B. Sloman úgy döntött, hogy házának a „Chilehaus” nevet adja a Dél-Amerikában eltöltött 32 éve emlékére.
Sloman több építésszel készíttetett terveket. A Gerson testvérek tervei nem maradtak fenn; ők valamivel később valósították meg a szomszédos Meßberghofot és Fritz Högerrel együtt a Sprinkenhofot, mindkettő a Chilehaus közvetlen szomszédságában található. Fennmaradtak a Puls & Richter tervei, amelyek szintén a Fischertwiete felépítményét mutatják.
Végül Fritz Höger kapta meg a megbízást, aki a Mönckebergstraße épületeinek, a Rappolt- és a Klöpperhaus tervezésével került be a meghívott építészek közé. A város építési adattárában található, 1922. január 19-i keltezésű első tervezet azonban csak részleges terveket mutat. Az ügyfél által kívánt teljes alapterület eléréséhez az épületnek 9-10 emelet magasnak kellett lennie. A „toronyház” masszív összhatásának enyhítése érdekében a Höger a felső szintek lépcsőzetes kialakítását választotta. A fejlesztést befolyásolta az újonnan kinevezett épületfenntartási bizottság.
Az építkezés 1922. május 14-én kezdődött, és az épületet 1924 februárjában adták át a megrendelőnek. A terveket folyamatosan finomították és kiegészítették, még akkor is, amikor az építkezés már megkezdődött. A korai tervrajzok már 1922 nyarán szerepeltek az első bérbeadási brosúrában. A jellegzetes épületsarkot a munkálatok során többször ia áttervezték.
Az épületet a szélesebb közönségnek az 1922 augusztusában az Überseeclub által szervezett első „Überseewoche” alkalmával mutatták be egy fából készült makett kiállításával. Ekkor a Deutscher Werkbund hamburgi tagozata saját pavilonjában állította ki munkáit, köztük a Chilehaus fából készült makettjét.
Az altalaj a Zollkanal és az Elba közelsége miatt ingoványos és puha volt. A terület a Geest és a Marsch határán fekszik, és két méteres lejtővel délre, illetve keletre lejt. Ezt a magasságkülönbséget a talapzattal egyenlítették ki. Az építéshez 16 méter hosszúságú, összesen 18 000 méternyi vasbeton cölöpöket használtak fel. Az Elba közelsége szükségessé tette a pincék különleges lezárását, a kazánházat pedig olyan mozgatható keszonként tervezték, amely tavaszi dagály idején le tudott úszni.
Höger így ír a felhasznált bockhorni klinkertéglákról: „Meg kell még említenem, hogy a Chilehaus homlokzataihoz éppen selejtes klinkertéglákat választottam, amelyek általában csak disznóólakhoz és padlóburkolatokhoz lennének jók. De ezek az eldeformálódott rögök éppen olyan jók voltak óriásépületemhez, csak természetes lepattogzásuk miatt, amilyenné a legforróbb tűz által váltak, kedvesek voltak számomra, csak nekik köszönhetem az óriásépület hatásának nagy részét, rajtuk keresztül kapta az épület a felhajtóerejét és vette el az óriás földhözragadtságát.” Tekintettel a rövid építési időre és a szükséges téglák számára, ez semmiképpen sem jelenti azt, hogy selejtet használtak volna; legfeljebb klinkertéglákat gyártottak ilyen hibás formák szerint. Mindenesetre a klinkertéglát állítólag Sloman már jóval Höger megrendelése előtt felhalmozta, és a jelek szerint ugyanezeket a klinkertéglákat használták fel az Oberhafenkantin építésénél is. A házba végül 4,8 millió téglát és 750 tehervagonnyi cementet építettek be.
Az ablakok közötti nyugodt felületeket ún. „märkischen Verband” stílusban falazták, azaz kívülről két hosszanti irányba fektetett téglát egy keresztbe elhelyezett követett. A pilaszterek, az ablakok közötti merész függőleges sávok egyenként két, 45°-os szögben fektetett téglából állnak, és mind a hét réteg egyenesen a falhoz van rögzítve. Richard Kuöhl szobrászművész jelentős mértékben részt vett a homlokzat és a lépcsőházak kerámia falidíszeinek tervezésében és elkészítésében.
Höger egy posztumusz esszéjében 17 szenátusi pályázatról számol be az épülethez, köztük a Fischertwiete közutca felépítményéhez. Tervei eleinte kevéssé találtak tetszést a megrendelőnél és a homlokzati bizottságnál, mivel a monumentális épület 2800 egyforma ablakkal rendelkezett, és unalmasnak tartották. A tetőszerkezet megtörésére új megoldást találtak a lépcsőzetes emeletek formájában, amelyet a megrendelő viszont túlságosan újszerűnek talált.
A háború utáni hiperinfláció és az azt követő pénzreform miatt az építési költségeket az épület 1924-es befejezésekor csaknem mintegy 10 millió birodalmi márkára lehetett becsülni. A hatalmas kontorház végül 1924. április 1-jén nyílt meg. Az épületben számos kisebb import- és exportcég telepedett le, amelyeknek csak néhány helyiségre volt szükségük a kereskedelmük folytatásához. A lábazati emelet teteje előtt egy andoki kondor szobra látható, a névadó Chilét szimbolizálva.

## Tulajdonosok
A Chilehaus az 1980-as évek közepéig a Sloman család tulajdonában volt. Az épületet 1990-ben a svéd T. Karlsten magánbefektető vásárolta meg. Jelenleg az Union Investment Real Estate GmbH (korábban DIFA Deutsche Immobilien Fonds AG) ingatlanalap tulajdonában van. A földszinten 2001 októbere óta a Manufactum áruházak és a C. Bechstein zongoragyár üzlete található.

## Galéria

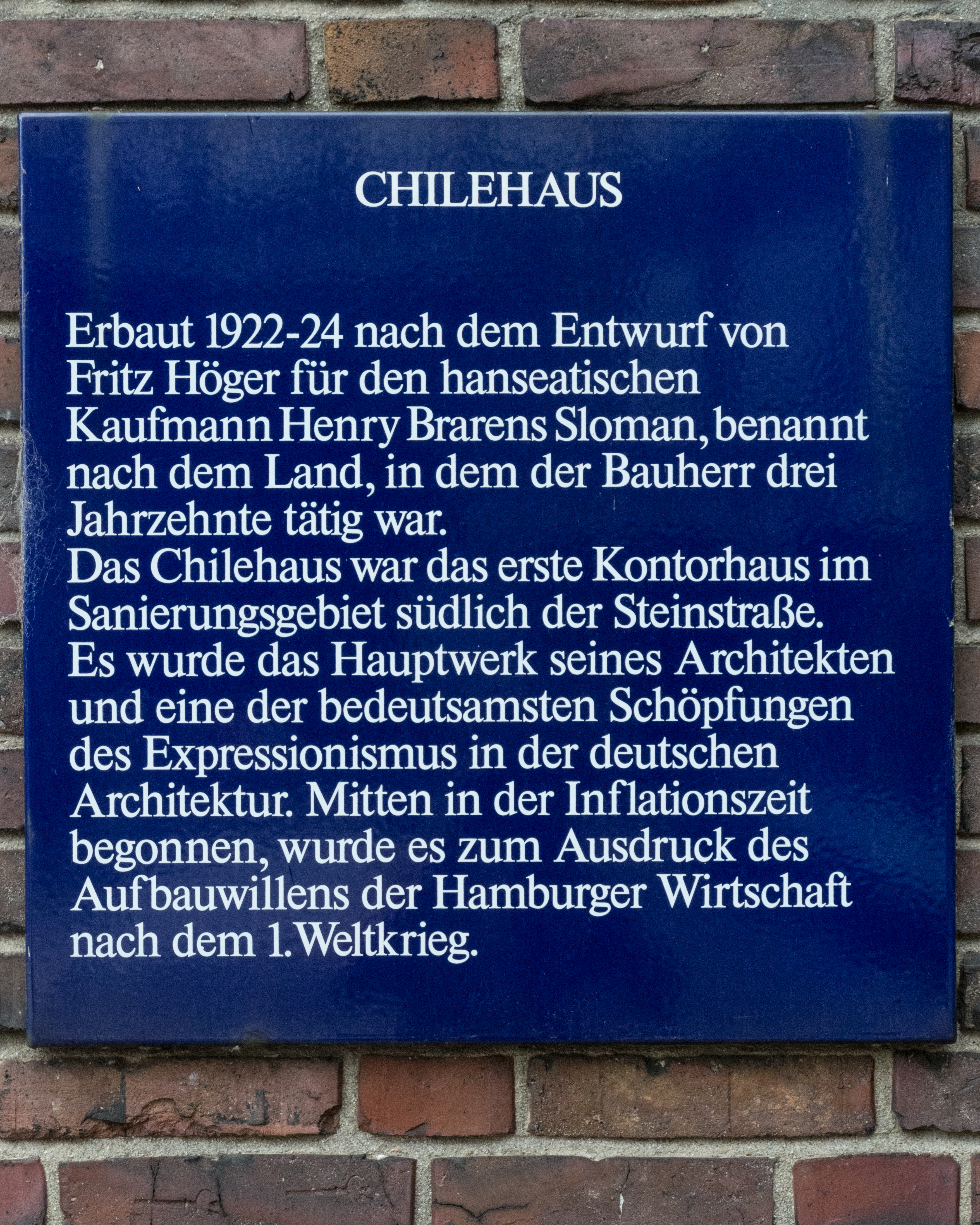
A ház emléktáblája
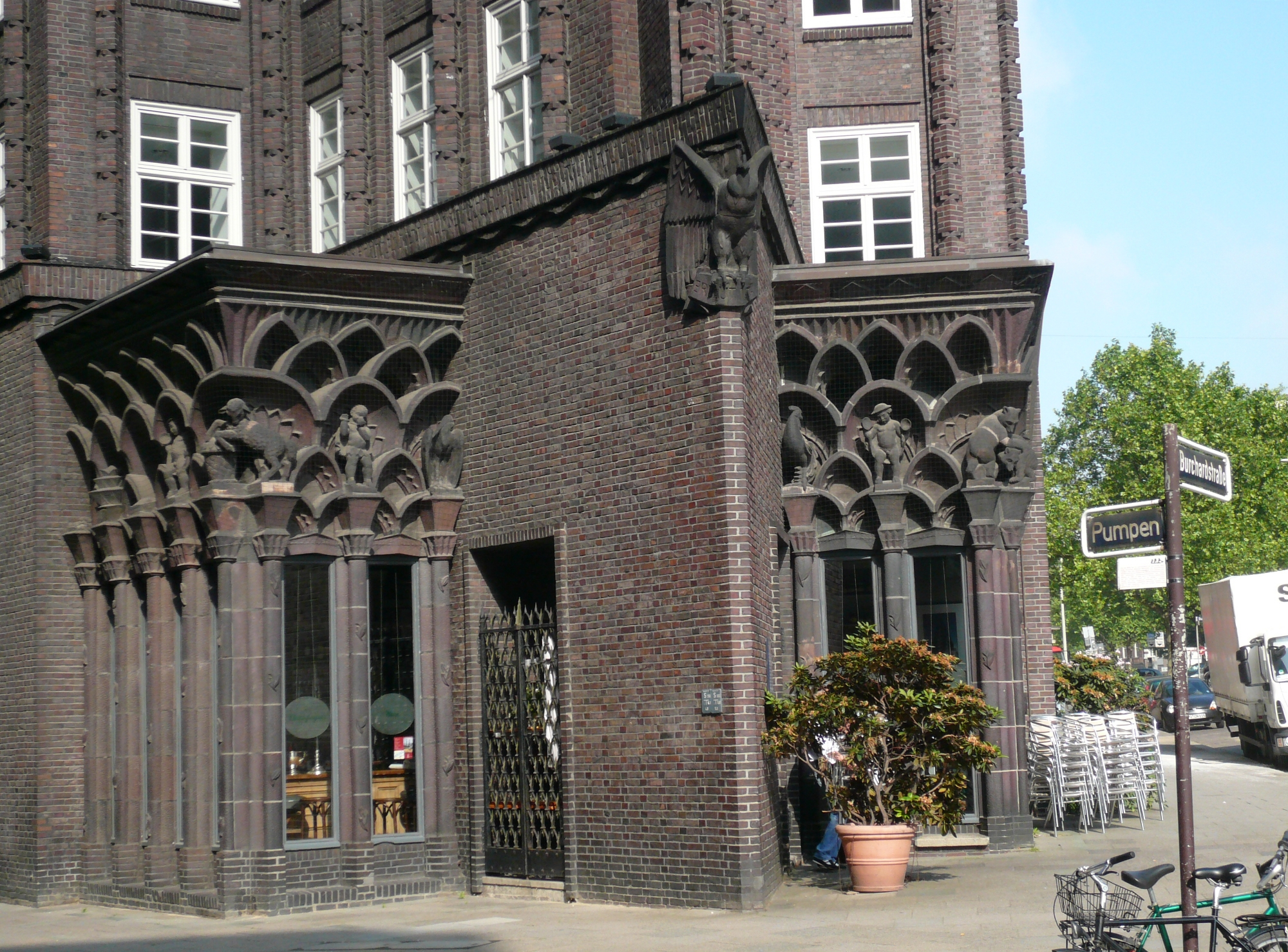
A sarok plasztikái
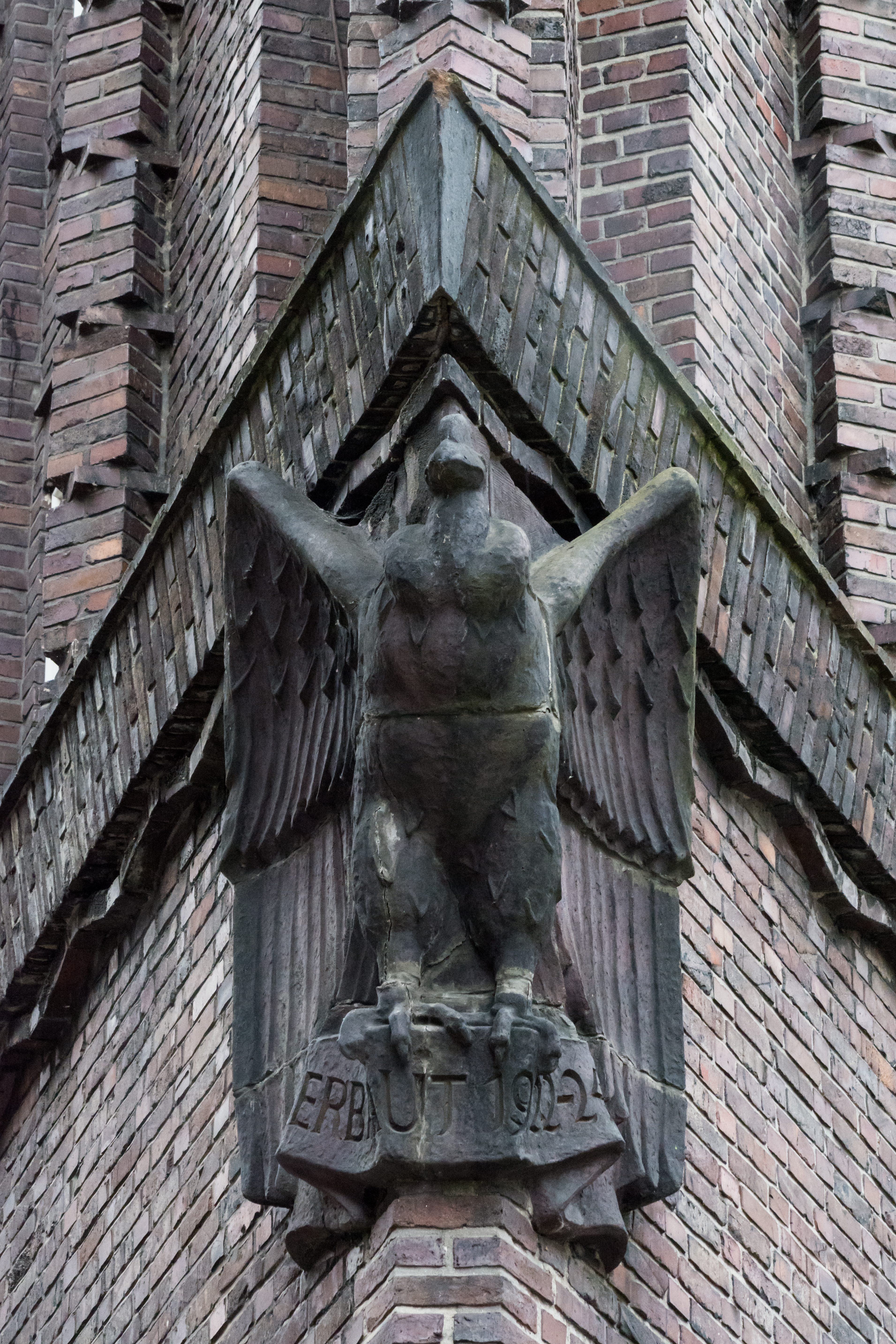
Andoki kondor mint címerállat a „hajóorron”
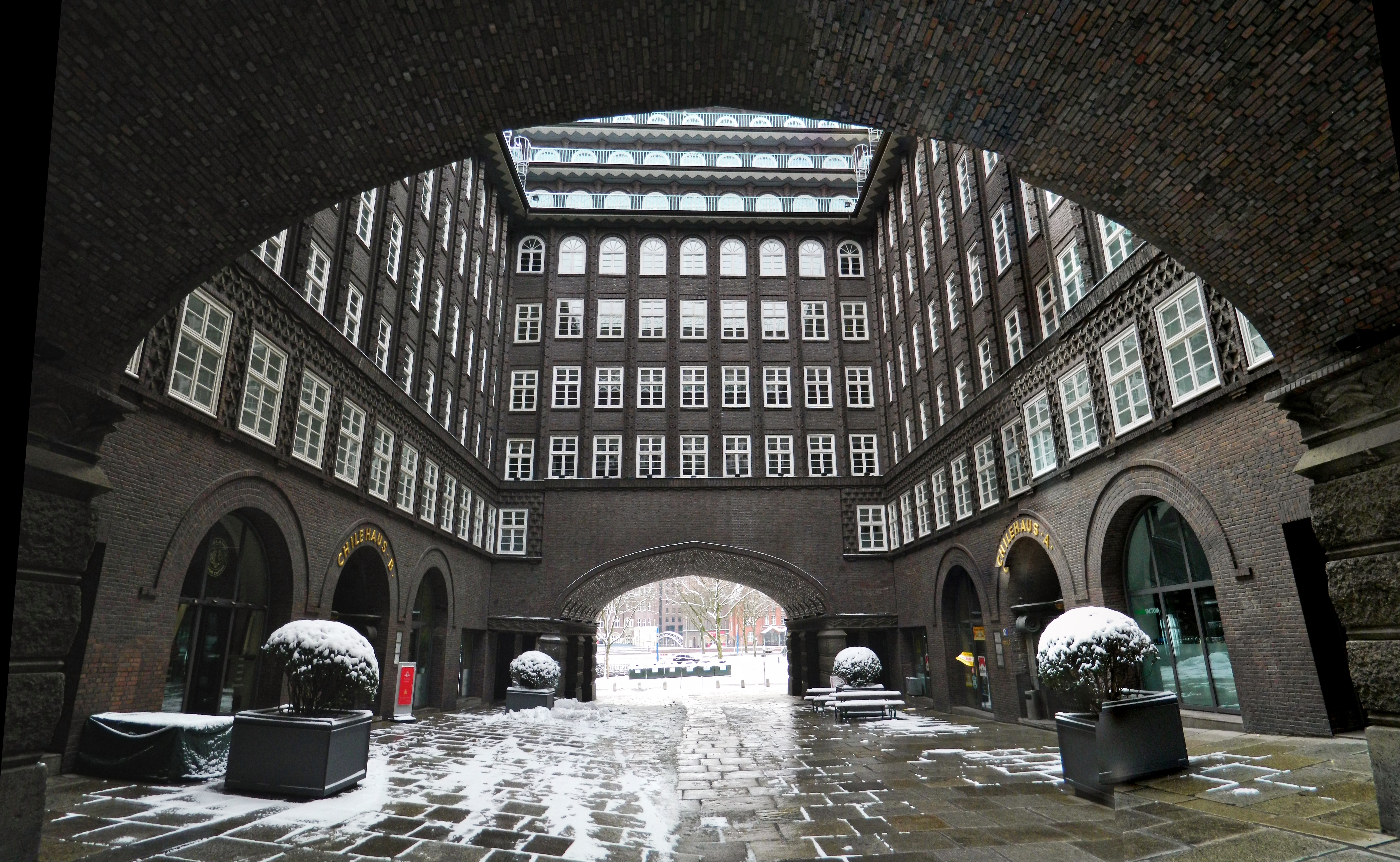
Az A és B háztömböt összekötő épületszárny
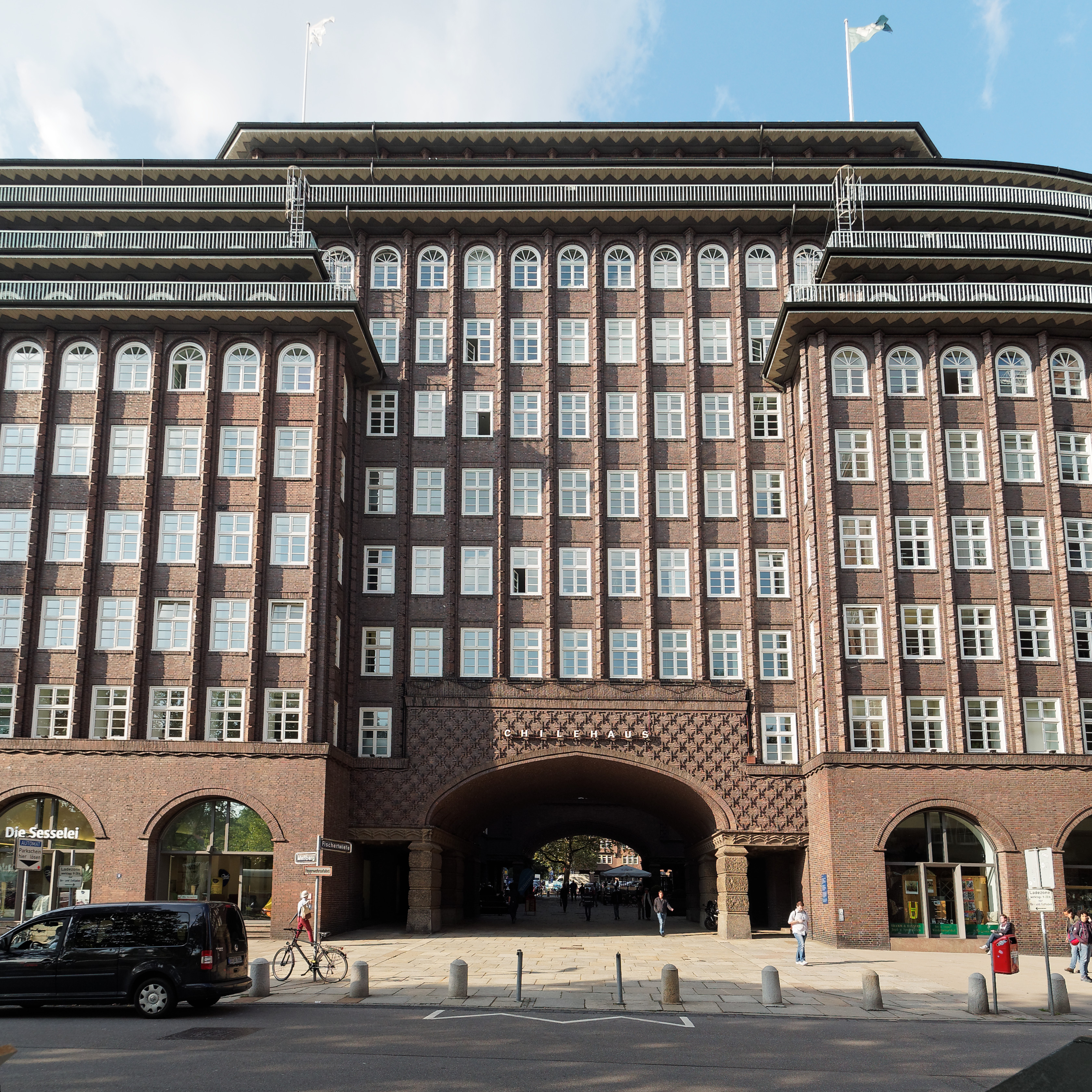
A déli homlokzat
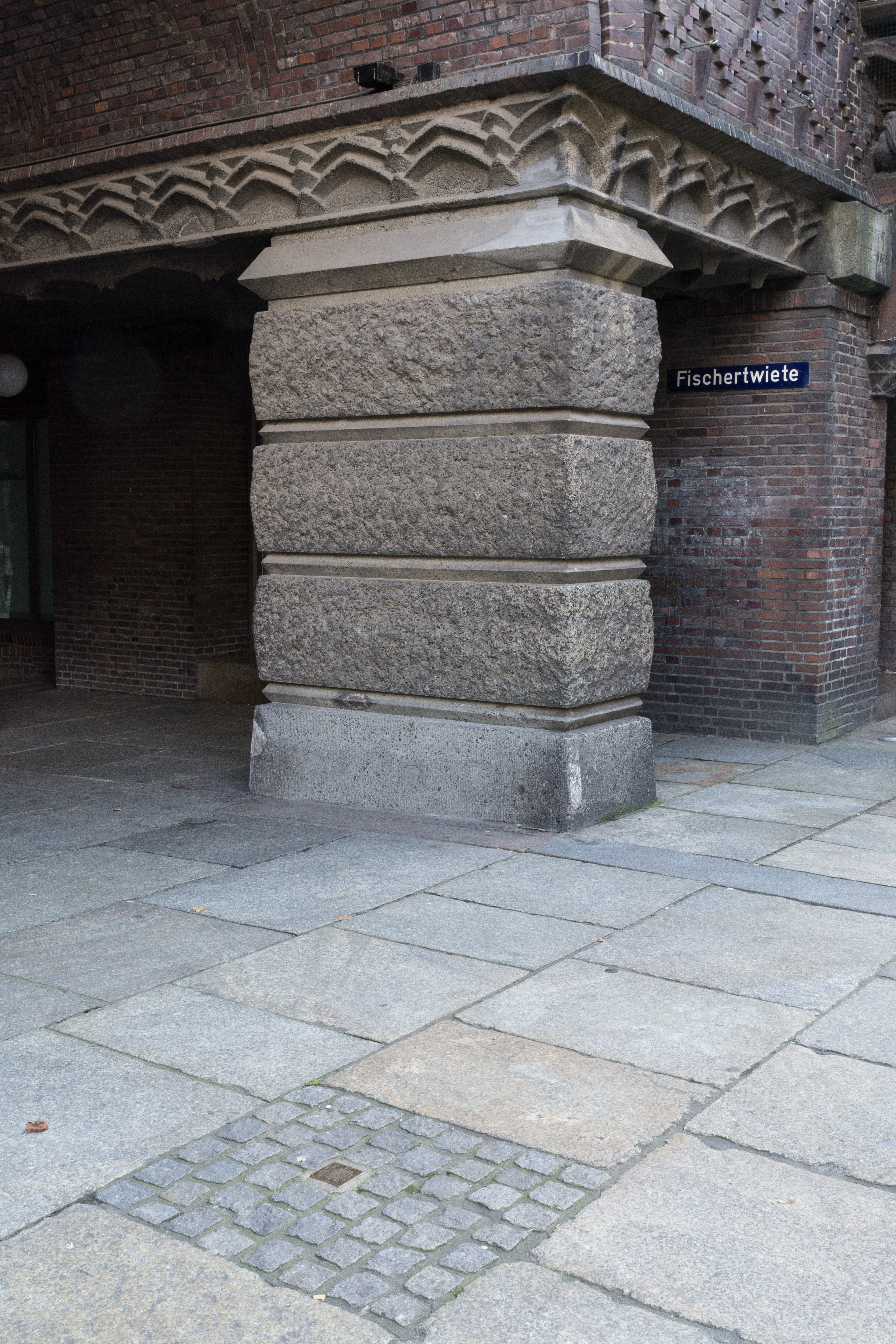
Hannchen Hinsch botlatókövének helye
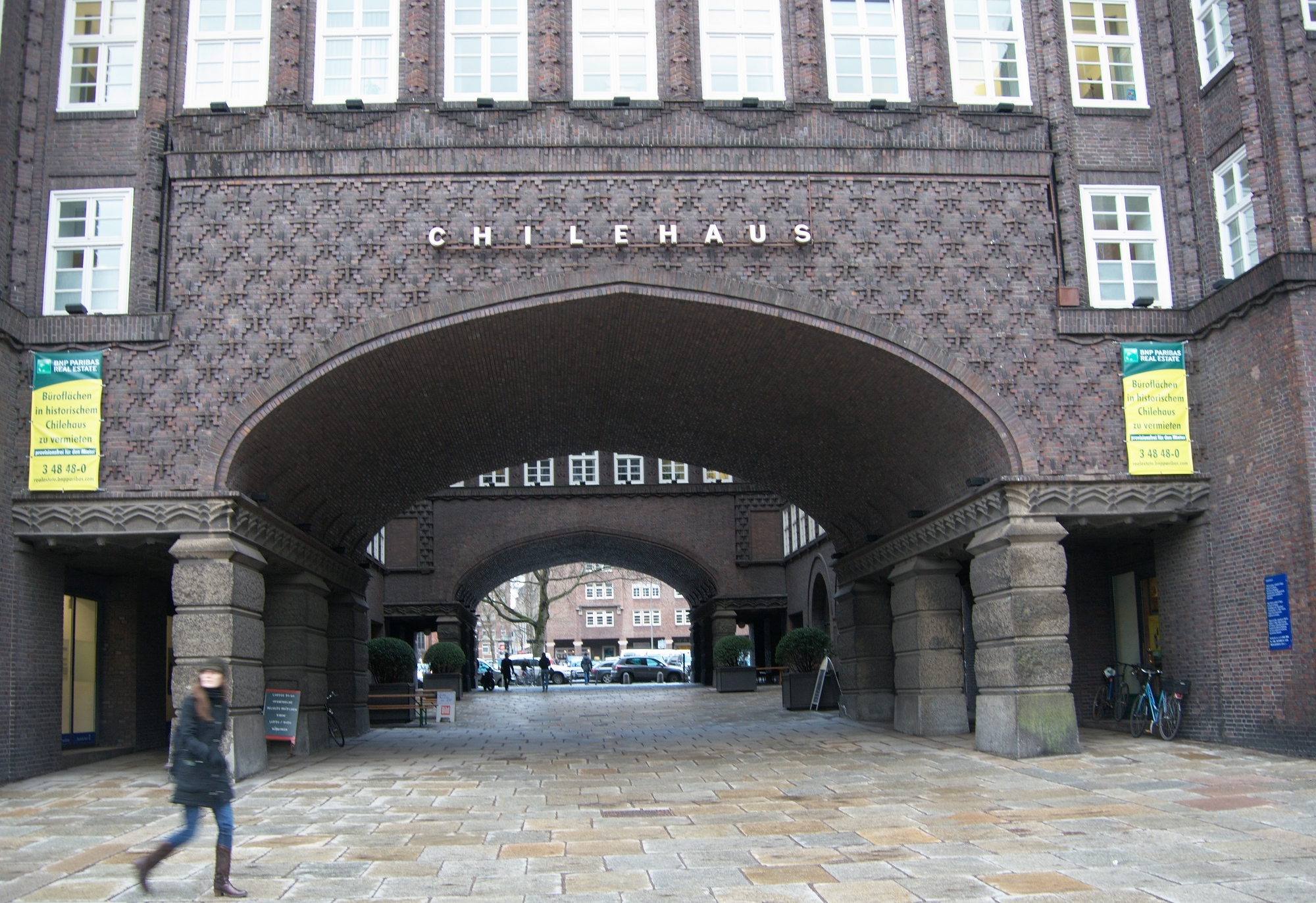
Az épületet átszelő Fischertwiete
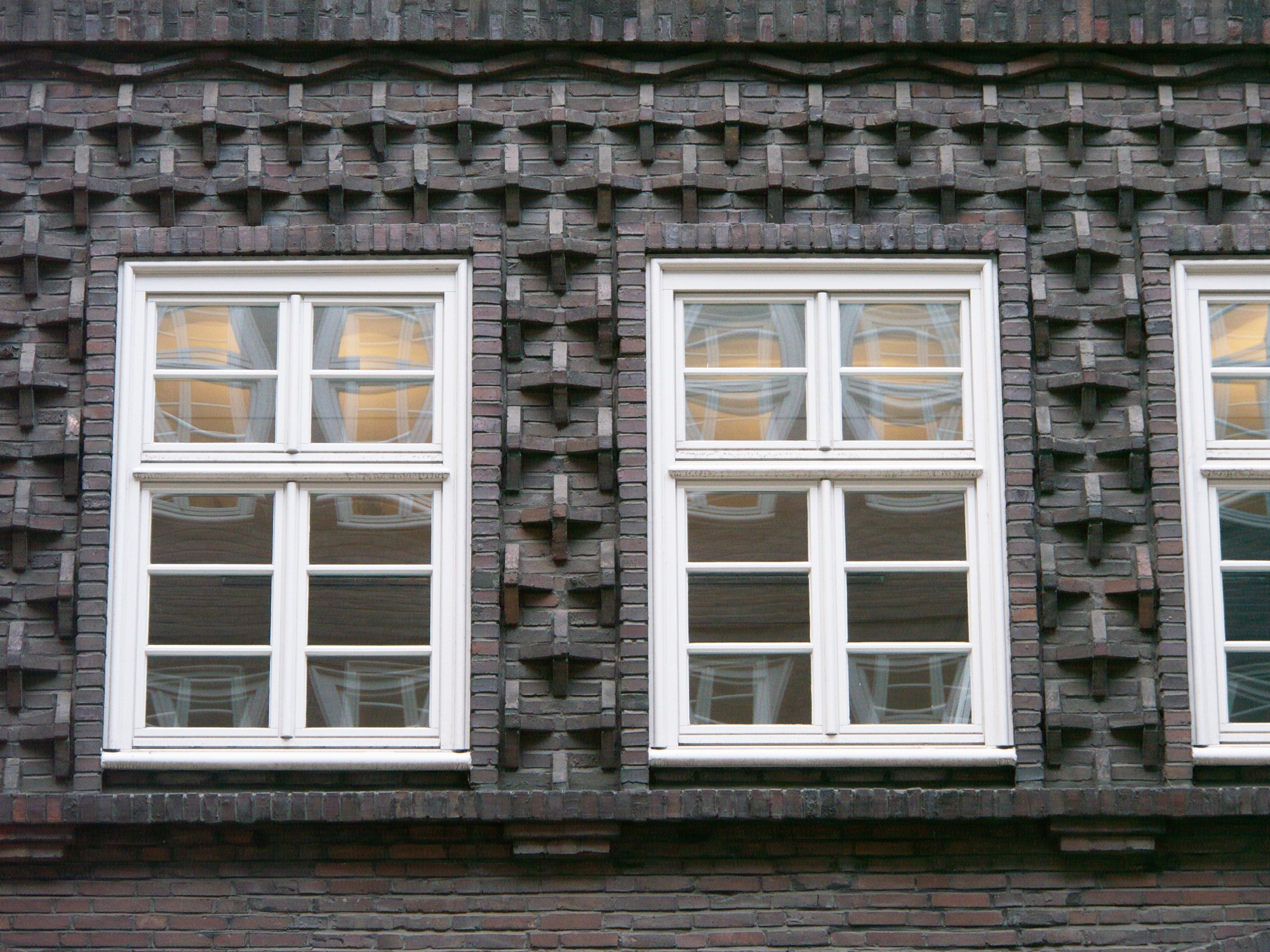
A Fischertwiete homlokzatának részletei
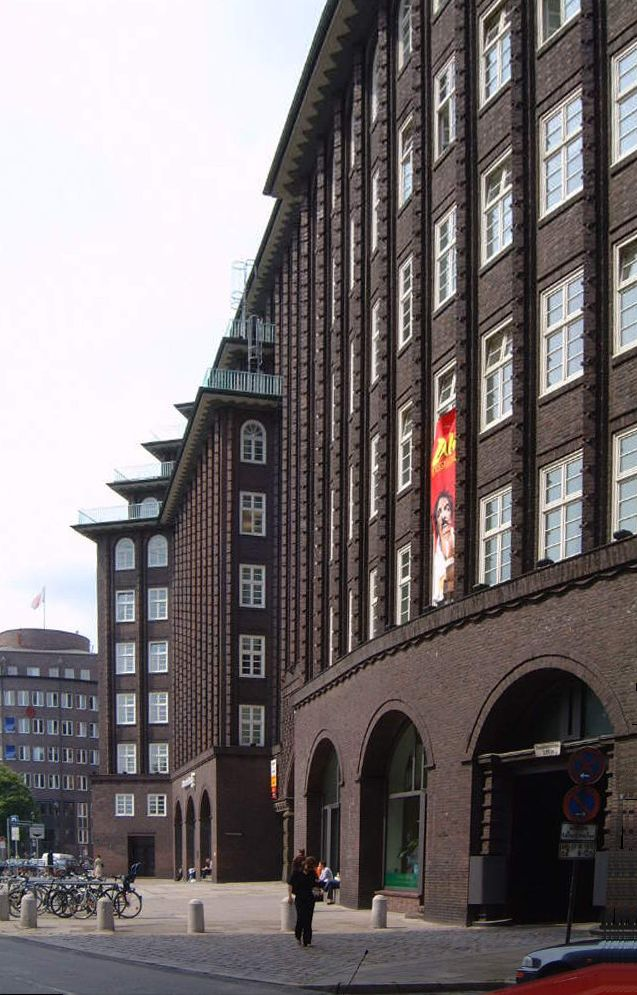
A Pumpen utca felőli homlokzat
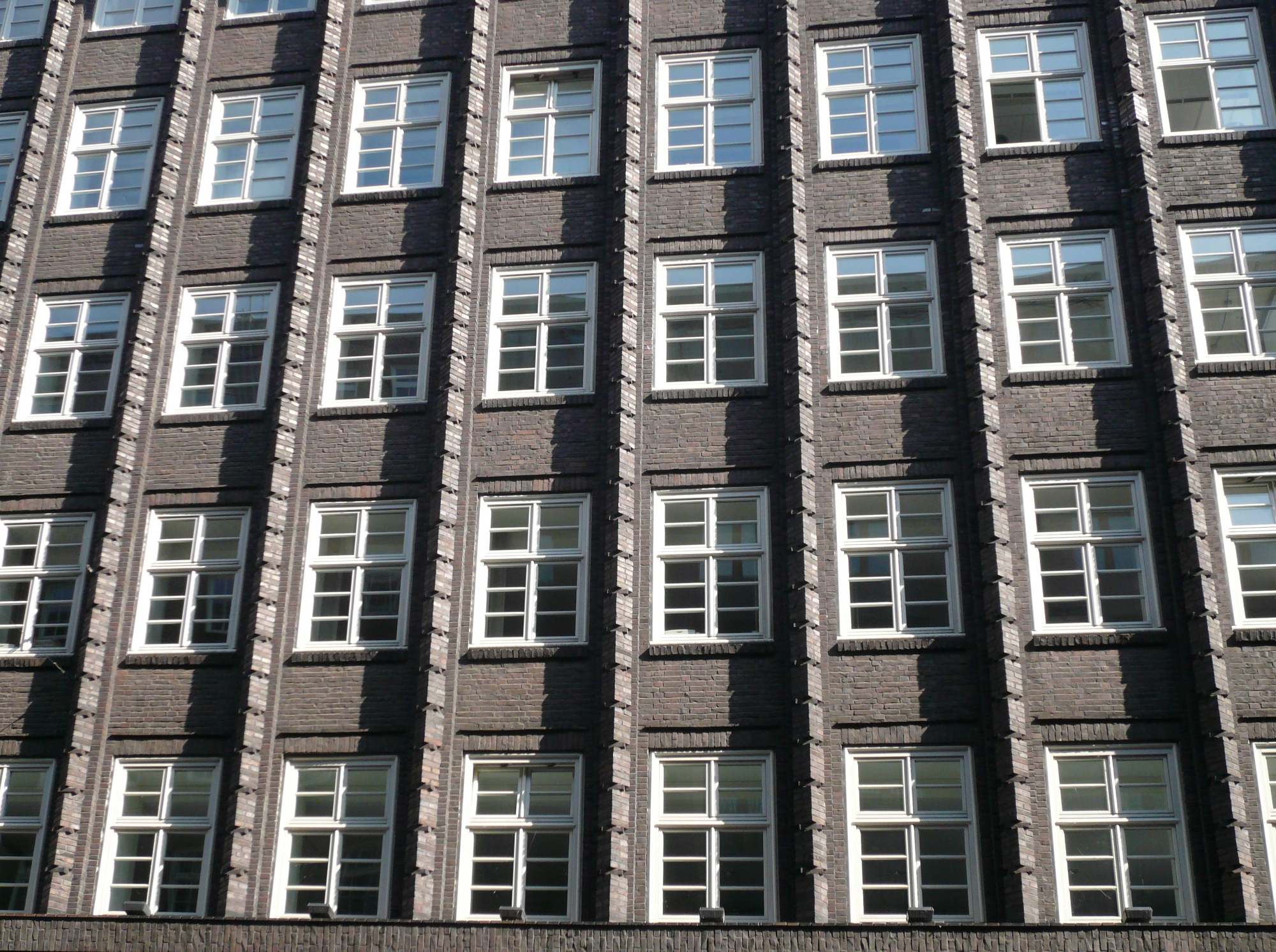
Lizénákkal tagolt homlokzat
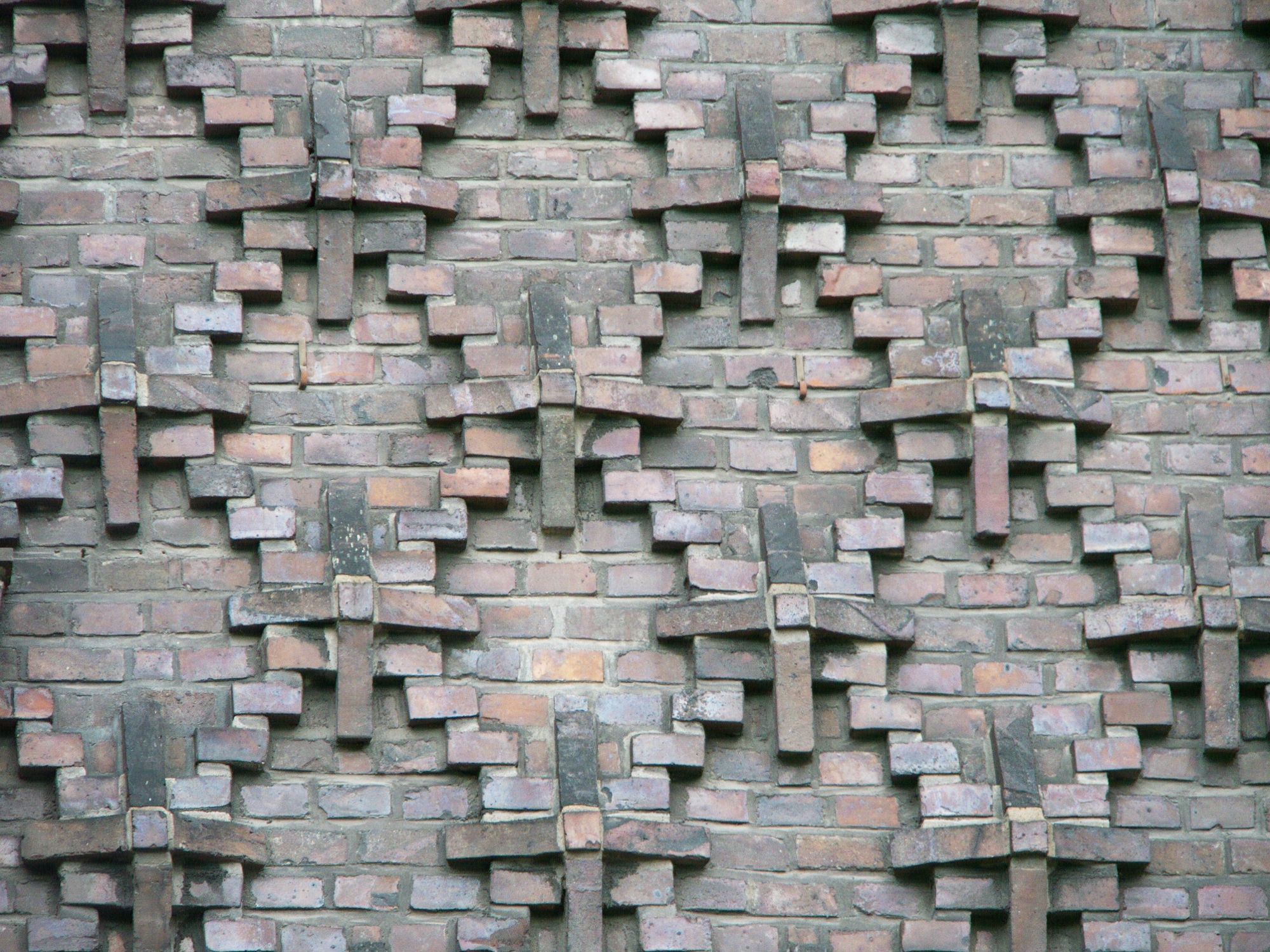
A kapubejárat klinkertégla díszítései.

## Fordítás
- Ez a szócikk részben vagy egészben  a   Chilehaus című német Wikipédia-szócikk ezen változatának fordításán alapul.  Az eredeti cikk szerkesztőit annak laptörténete sorolja fel. Ez a jelzés csupán a megfogalmazás eredetét és a szerzői jogokat jelzi, nem szolgál a cikkben szereplő információk forrásmegjelöléseként.